# سبرية
السبرية (الاسم العلمي: Sapria) هي جنس من النباتات تتبع الفصيلة الرافليسية من رتبة الملبيغيات.

## أنواع السبرية
- سبرية الهيمالايا
- سبرية بوالانية
- سبرية رام